# إبراهيم عبد النبي
إبراهيم عبد النبي (5 مارس 1983) لاعب كرة قدم بحريني يلعب حاليا لصالح نادي الدرجة الأولى الأهلي البحريني في مركز قلب الدفاع من 2001.

## الإنجازات
- الدرجة الأولى (1): 2010
- كأس ملك البحرين (1): 2003
- كأس الاتحاد البحريني (2): 2007، 2016